# Jen Psaki
Jennifer Rene „Jen” Psaki (n. 1 decembrie 1978) este actualul Director de Comunicare al Casei Albe. Anterior a activat în calitate de purtător de cuvânt al Departamentului de Stat al Statelor Unite ale Americii și în alte funcții de comunicare și relații cu presa în cadrul Casei Albe, în timpul președinției lui Barack Obama.
Psaki este absolventă a College of William & Mary și a făcut parte din echipa de înotătoare a instituției timp de doi ani.
Ea a fost secretar adjunct de presă pentru campania electorală prezidențială din 2004 a lui John Kerry. În anii 2005–2006, Psaki a servit în calitate de director de comunicare pentru reprezentantul SUA Joseph Crowley și secretar regional de presă pentru Democratic Congressional Campaign Committee.